# Новая бумагопрядильная мануфактура
Новая бумагопрядильная мануфактура — памятник архитектуры. Расположен в Санкт-Петербурге, современный адрес — набережная Обводного канала, 60, Боровая улица 47 литера Б.
Предприятие было построено по образцу первых английских машинных фабрик. Многоэтажный прядильный корпус стал одним из первых зданий, построенных на окружающей территории после окончания прокладки Обводного канала и пожара 1837 года.
Изначально территорию занимала фабрика барона фон Вульфа по изготовлению обоев, позднее участком владел В. И. Шошкин. Прядильное производство было зарегистрировано в 1844 году, в том же году Товарищество Новой бумагопрядильни купило у Шошкина участок (№ 19 по нумерации тех лет) и начало строительство главного прядильного корпуса с флигелем для паровых котлов по проекту Алексея Николаевича Рокова. Основное строительство было завершено к 1850 году, изначальная планировка была близка к усадебной схеме, но позднее к зданию пристраивались новые корпуса и башни (1851 год — А. С. Андреев, 1857 год — Е. Е. Аникин, 1869, 1875—1878 годы — А. Ф. Занфтлебен, 1887—1889 годы — Н. А. Гаккель, 1900—1906 годы — Н. П. Басин).
У главного здания пять этажей, оно сделано из кирпича без штукатурки, стоит по северной границе с отступом от красной линии. Со стороны двора стояли флигели с паровыми машинами, внутренние залы были разделены на три пролёта сделанными из металла колоннами.
После революции фабрика была национализирована, с 1922 года носила имя Петра Анисимова (рабочего фабрики, сосланного в Сибирь за организацию на ней стачек). В 1937 году была проведена модернизация, металлические конструкции заменили на железобетонные, во дворе построили вторую «пыльную башню». Окна арочные, расположены ритмично, обрамлены белыми архивольтами. Под окнами второго этажа проходит профилированный карниз.
Пыльные башни, дворовые флигели и заводская ограда были уничтожены в 1990—2000-е годы. Дом владельцев, построенный в 1872 году Занфтлебеном, был снесён в июле 2008 года. После смены владельцев здание было отреставрировано, в нём было размещено креативное артпространство «ТКАЧИ», а после марта 2020 года — бизнес-центр «Сенатор».
Перед зданием стоит бюст Анисимова, который временно удаляли во время реставрации.